# Bakhtiarpur
Bakhtiarpur is een notified area in het district Patna van de Indiase staat Bihar. 

## Demografie
Volgens de Indiase volkstelling van 2001 wonen er 32.288 mensen in Bakhtiarpur, waarvan 53% mannelijk en 47% vrouwelijk is. De plaats heeft een alfabetiseringsgraad van 53%. 